# (92) Ундина
(92) Ундина (нем. Undina) — астероид главного пояса, который был открыт 7 июля 1867 года американским астрономом Кристианом Петерсом в обсерватории Литчфилд, США и назван в честь Ундины, героини одноимённой повести немецкого писателя Фридриха Де ла Мотт Фуке.

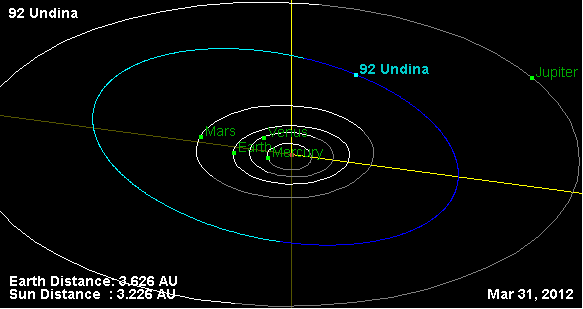
Орбита астероида Ундина и его положение в Солнечной системе

Фотометрические наблюдения, проведённые в 2007 году в обсерватории Palmer Divide, позволили получить кривые блеска этого тела, из которых следовало, что период вращения астероида вокруг своей оси равняется 15,941 ± 0,002  часам, с изменением блеска по мере вращения 0,20 ± 0,02 m.
Принадлежность астероида Ундина к какому-либо спектральному классу пока весьма неоднозначна. Первоначально, в 1984 году, согласно спектральной классификации Tholen, Ундина была классифицирована как астероид класса X (Xk), но в 1989 году, после анализа результатов исследований альбедо, полученных с помощью инфракрасной космической лаборатории IRAS, её отнесли к классу M. Однако спектрографические исследования Ундины, проведённые в 1994 году, указывают на наличие водных силикатов и неметаллических композитов, более типичных для астероидов класса S. Японский инфракрасный спутник Akari выявил наличие на Ундине гидратированных минералов.
Наблюдениями обнаружены значительные неоднородности в распределении химико-минералогического состава поверхностного вещества астероида, проявляющиеся при разных фазах вращения.